# Ivana (Philippinen)
Ivana ist eine Gemeinde in der philippinischen Provinz Batanes. Die Gemeinde liegt im Südwesten der Insel Batan. Am 1. August 2015 hatte sie 1327 Einwohner.
Ivana ist in die folgenden vier Baranggays aufgeteilt:
- Radiwan
- Salagao
- San Vicente
- Tuhel